# 2023年航空
此條目列出2023年發生有關航空運輸的事件。

## 事件

### 1月
- 1月1日：發生2023年菲律賓領空關閉事件，由於空中交通管制中心電力系統出現故障，需要短暫關閉領空。
- 1月1日：博卡拉國際機場啟用，舊的博卡拉機場隨即關閉。
- 1月2日：發生2023年澳大利亞黃金海岸直升機空中相撞事件，機上4人死亡8人受傷。
- 1月11日：發生2023年美國聯邦航空總署系統故障事件，美國一度關閉全國領空。
- 1月15日：發生雪人航空691號班機空難，導致機上72人全部罹難。
- 1月18日：發生2023年布羅瓦里歐直EC225直升機墜毀事故，導致機上9人全部罹難，地面也有5人死亡。
- 1月28日：弗萊比航空再次結業。

### 2月
- 2月6日：發生庫爾森航空139號消防飛機墜毀事故，兩人受傷。

### 3月
- 3月12日：利雅得航空開業。

### 4月
- 4月15日:一架在苏丹喀土穆国际机场的沙特航空空中巴士A330和一架由蘇丹太阳航空（英语：Sun Air (Sudan)）运营的SkyUp航空（英语：SkyUp Airlines）波音737-800飞机在苏丹军方敌对派别的冲突中严重受损或被毁。各大航空公司也暂停了飞往该地区的航班。[1]

### 5月
- 5月23日：國泰航空解僱涉及歧視非英語乘客風波的三名空中服務員[2]。
- 5月28日：中國商飛C919执飞首个商业航班[3]。

### 6月
- 6月19日:爲期一周的巴黎航展在勒布爾歇會展中心舉行。[4]

### 7月
- 7月1日：一架塞斯納納嘉獎V墜毀（英语：2023 Virginia plane crash），机上4位乘客全數遇難[5]。

### 8月
- 8月17日：雪蘭莪莎亞南發生2023年莎亞南比奇390型飛機墜毀事故，導致機上6名乘客、2名機組人員和地面2人罹難。
- 8月18日：湖南省湘西土家族苗族自治州花垣縣湘西邊城機場啟用。

### 9月
- 9月23日:一架伊尔-76型军用运输机在马里加奥国际机场（英语：Gao International Airport）试图降落时坠毁。[6]

### 10月
- 10月16日：暹粒吳哥國際機場啟用，原有的暹粒國際機場隨即關閉。

### 11月
- 11月29日：位於河南省安陽市的安陽紅旗渠機場啟用。

### 12月
- 12月17日：位於四川省南充市閬中市的閬中古城機場啟用。
- 12月18日：位於山西省朔州市的朔州滋潤機場啟用。
- 12月27日：位於西藏自治區阿里地區普蘭縣的阿里普蘭機場啟用。
- 12月28日：位於山東省濟寧市的濟寧大安機場啟用。